# Ludwik Maik
Ludwik Maik (ur. 22 lipca 1922 w Poznaniu, zm. 27 marca 2018 w Sutton) – polski historyk emigracyjny, badacz dziejów porozbiorowych, działacz oświatowy.

## Życiorys
W okresie okupacji służył jako podchorąży w 82 pułku Piechoty 30 Dywizji Piechoty AK, uczestniczył w Akcji „Burza”. W 1945 przedostał się do II Korpusu Polskiego, od 1947 mieszka w Wielkiej Brytanii. Absolwent historii Polskiego Uniwersytetu na Obczyźnie (1972 mgr - Rząd Narodowy w 1877). W latach 1978–1999 był członkiem komitetu redakcyjnego pisma "Teki Historyczne". Był skarbnikiem Polskiego Towarzystwa Naukowego na Obczyźnie, członkiem Polskiego Towarzystwa Historycznego w Wielkiej Brytanii. W latach 1982–2012 kierował polską szkołą sobotnią - Szkołą im. Tomasza Arciszewskiego w Londynie. Jest członkiem Rady Studium Polski Podziemnej.

## Wybrane publikacje
- Anglia i kryzys bałkański a Polski Rząd Narodowy 1877 r., Londyn: Polskie Towarzystwo Historyczne w Wielkiej Brytanii 1981.
- Wybór dokumentów do dziejów polskiego uchodźstwa niepodległościowego 1939-1991, oprac. i red. Andrzej Suchcitz, Ludwik Maik, Wojciech Rojek, Londyn: Polskie Towarzystwo Naukowe na Obczyźnie 1997.
- The quest for independence in partitioned Poland [w:] Polish cultural and scientific heritage at the dawn of the third millennium, collective work ed. by committee chaired by Edward Szczepanik, London: Pol. Cult. Found.; Pol. Society of Arts and Sciences Abroad 2003, s. 39-63.

## Odznaczenia
- Krzyż Oficerski Orderu Odrodzenia Polski (19 kwietnia 2013, za wybitne zasługi w krzewieniu polskich tradycji narodowych, za upowszechnianie wiedzy o polskiej historii i kulturze, za działalność na rzecz polskich środowisk w Wielkiej Brytanii)[2]
- Krzyż Kawalerski Orderu Odrodzenia Polski (11 listopada 1990)[3]